# Hjalmar Holmquist
Hjalmar Fredrik Holmquist (født 28. april 1873 i Sunnemo i Värmland, død 1. februar 1945 i Lund) var en svensk kirkehistoriker.
Efter teologiske studier i Upsala blev han 1903 docent i kirkehistorie der, men fra 1909 virkede han som professor i samme fag ved Lunds Universitet. Hans omfattende videnskabelige forfattervirksomhed vidner både om særdeles grundige studier og en ypperlig fremstillingskunst. Han har leveret specialundersøgelser inden for svensk kirkehistorie, og han har påbegyndt en fremstilling af hele kirkens historie, der ubestridt står som den ypperste inden for nordisk litteratur. Desuden har han udgivet adskillige populære småskrifter, af hvilke to om Martin Luther og én om den katolske kirkes styrelse foreligger oversatte på dansk.